# Anastácio (cônsul em 517)
Flávio Anastácio Paulo Probo Sabiniano Pompeu/Pompeio Anastácio (em latim: Flavius Anastasius Paulus Probus Sabinianus Pompeius Anastasius), melhor conhecido somente como Anastácio, foi um oficial bizantino do começo do século VI, ativo durante o final do reinado do imperador Anastácio I Dicoro (r. 491–518).

## Vida
Segundo reconstrução de Brian Croke, Anastácio foi filho de Sabiniano, o cônsul em 505, e uma sobrinha do imperador Anastácio. Segundo outra reconstrução possível elaborada pelos autores da Prosopografia, poderia ter sido sobrinho-neto do imperador e irmão de Anastácio Paulo Probo Mosquiano Probo Magno, o cônsul em 518. Reteve o consulado para o ano de 517 ao lado de Flávio Agápito. Seus títulos foram registrados sobre três dípticos consulares (CIL V, 8120; CIL XIII, 10032), um deles atualmente preservado na Biblioteca Nacional da França, como se segue: homem ilustre, conde dos domésticos montados (comes domesticorum equitum) e cônsul ordinário. Sua posição como conde possivelmente era honorífica. Johann Albert Fabricius o associou, sem confirmação, com o jurista homônimo e com o diplomata homônimo, ambos nativos de Dara.